# Oligotoma insularis
Oligotoma insularis är en insektsart som beskrevs av Mclachlan 1877. Oligotoma insularis ingår i släktet Oligotoma och familjen Oligotomidae. Inga underarter finns listade i Catalogue of Life.